# Алгонкінський 46-метровий радіотелескоп
Алгонкінський 46-метровий радіотелескоп (англ. Algonquin 46m radio telescope) — радіотелескоп в Алгонкінській радіообсерваторії в Канаді. Цей радіотелескоп історично відомий тим, що взяв участь у першому успішному експерименті радіоінтерферометрії з наддовгою базою в 1960-х роках, в якому він був з'єднаний з 26-метровим телескопом у Радіоастрофізичній обсерваторії Домініон.

## Історія
У 1961 році Національна дослідницька рада Канади вибрала це місце для будівництва 37-метрової повністю рухомої антени. До 1962 року вирішено збільшити антену до 46 м.
Будівництво 46-метрового телескопа почалося навесні 1964 року. Бетонна основа важила 300 тонн, сталева антена та її обертове кріплення ще 900 тонн. Інструмент розміщувався на екваторіальному монтуванні висотою всього 1,5 м. Телескоп призначався для роботи на вищих частотах, ніж існуючі інструменти, тому більша частина його антени була побудована не з сітки, а з плоских пластин, щоб точно сфокусувати сигнали. Поверхня була виготовлена з точністю до 1/5 сантиметра, що дозволяло їй точно фокусувати хвилі з довжинами приблизно до 1,5 см. Будівництво завершено на початку 1966 року, а в травні 1966 року телескоп почав працювати. На північ від основного антенного комплексу також були побудовані параболоїдна мікрохвильова рупорна антена і 11-метрова екваторіальна антена.
Одним із перших проєктів, виконаних на телескопі, був перший успішний експеримент радіоінтерферометрії з наддовгою базою. У давніших експериментах з радіоінтерферометрії з довгою базою використовувалися прямі електричні з'єднання або мікрохвильові реле, щоб збільшити відстань між двома телескопами, дозволяючи при цьому порівнювати фазу двох сигналів у режимі реального часу. Однак це обмежувало відстань між двома інструментами тим, яку відстань сигнал міг подолати, залишаючись у фазі. Національна дослідницька рада винайшла новий метод, який усунув необхідність прямого порівняння сигналів у режимі реального часу. Цей метод використовував 2-дюймову відеострічку Квадруплекс для запису радіосигналів разом із сигналом часу від атомного годинника. Сигнал годинника дозволяв пізніше порівнювати два сигнали з тією ж точністю, яка раніше вимагала прямих з'єднань у реальному часі. Національна дослідницька рада профінансувала установку ідентичних приладів в Алгонкінській радіообсерваторії і на меншому телескопі в Радіоастрофізичній обсерваторії Домініон. Об'єднуючи сигнали, вони працюють як один радіотелескоп діаметром 3074 км.
Дізнавшись, що американці також намагаються провести аналогічний експеримент з радіоінтерферометрії з наддовгою базою, канадці спробували першими успішно реалізувати цю техніку. Їх спостережною ціллю став квазар 3C 273. Записи були зроблені рано вранці 17 квітня 1967 року. Стрічки та атомний годинник з Домініона були відправлені в ARO для порівняння, і після місяця спроб «вирівняти» дані, 21 травня їм це вдалося. Ще за кілька днів вони зробили перше високоточне вимірювання розміру квазара, показавши, що його діаметр становить менше 100 світлових років, приблизно 1/1000 розміру Чумацького Шляху. Подальші спостереження виявили, що 3C 273 мав чіткий «струмінь».
У 1968 році 46-метровий телескоп використовувався в геодезичному експерименті, який вимірював відстань між Алгонкінською радіообсерваторією і телескопами у Принс-Альберті. Відстань склала 2143 км, а похибка становила 20 м. Інші ранні експерименти включали дослідження зоряних спалахів, проведене Університетом Квінз. 46-метровий радіотелескоп також використали Алан Брайдл і Пол Фельдман у 1974 році для першого пошуку позаземного життя на довжини хвилі 1,35 см, що випромінюється космічними молекулами води.

### Пізніше використання

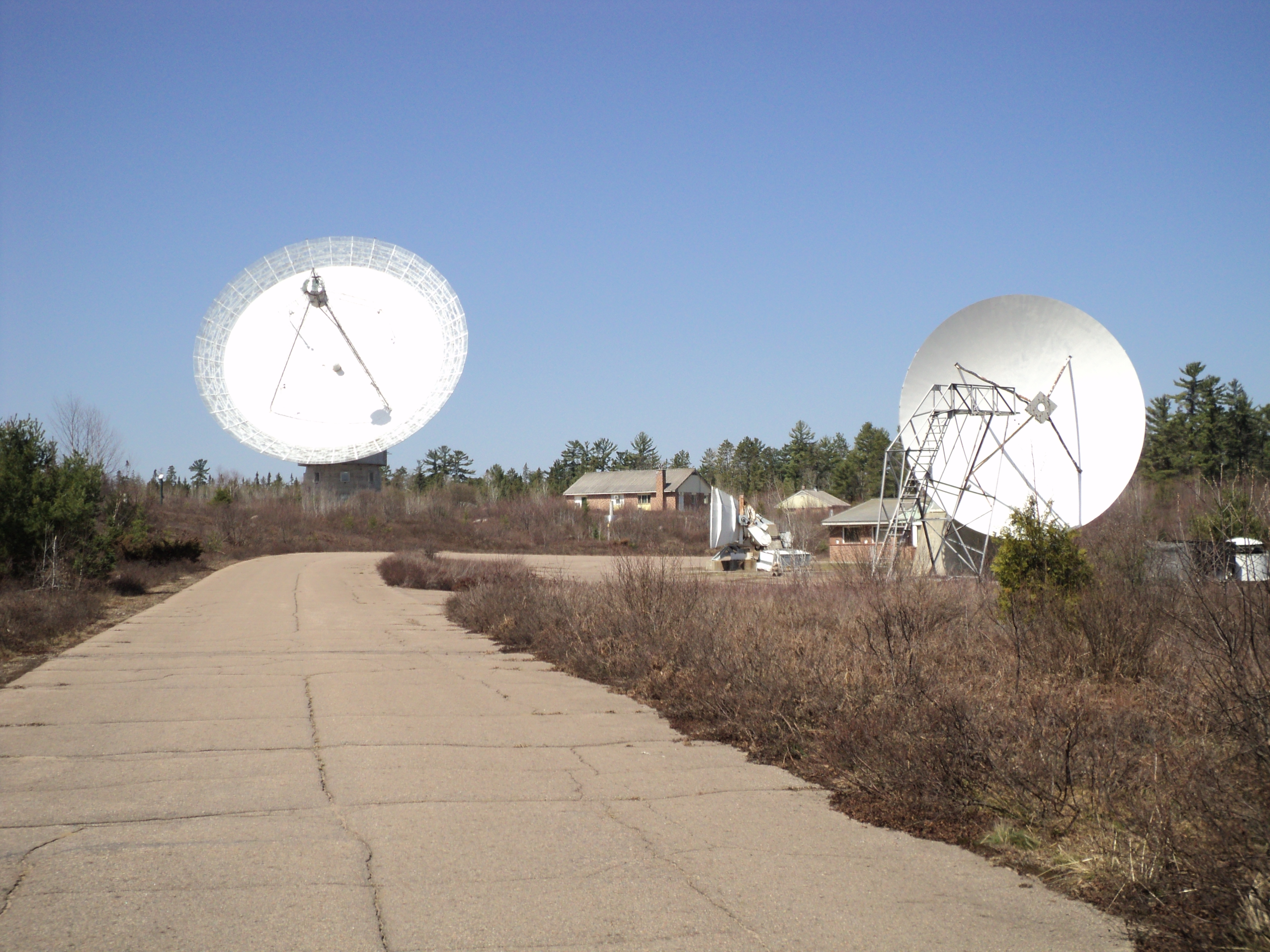
46-метровий телескоп (ліворуч) і 11-метровий телескоп (праворуч). Вид з боку входу в радіообсерваторію Алгонкін.

Поверхня телескопа покрита алюмінієвою сіткою у зовнішній частині та пластинами в центрі. Сітка майже прозора для довжин хвиль менше приблизно сантиметра, а пластини недостатньо гладкі, щоб сфокусувати довжини хвиль менше приблизно 1,5 см. Коли увага в радіотелескопії звернулася до коротших хвиль, Алгонкінська радіообсерваторія стала менш корисною. Національна дослідницька рада відмовилась від планів підвищити якість поверхні телескопа, щоб він зміг спостерігати на довжинах хвиль до 3 мм, вирішила припинити роботу в Алгонкіні в 1987 році. В 1991 році радіотелескоп передано Онтарійському інституту сонячних і земних наук.
Він використовував антену протягом кількох років, а потім її повернули федеральному уряду через Управління природних ресурсів Канади, яке вирішило модернізувати системи керування антеною та системи приймання, щоб дати можливість антені брати участь у Міжнародній службі інтерферометрії з наддовгою базою. Антена працювала 48 годин на тиждень до 2006 року, коли одна з основних азимутальних опор антени вийшла з ладу.
У 2007 році компанія Thoth Technology придбала обсерваторію у Канадського управління природних ресурсів і провела чотирирічну реконструкцію антени, так що в 2012 році вона знову працювала. Поточне використання телескопа включає проведення експериментів з радіоінтерферометрії з наддовгою базою для Інституту теоретичної астрофізики Торонтського університету, моніторинг космічних апаратів Глобальної навігаційної системи для контролю якості сигналу наведення та передачу даних з міжпланетних космічних кораблів. У 2016 році антену оснащено цифровою радіолокаційною системою, яка дозволяє визначати місцезнаходження геостаціонарних космічних апаратів і уламків розміром понад один квадратний метр на відстані до 50 000 км.